# Cytherea alexandrina
Cytherea alexandrina är en tvåvingeart som först beskrevs av Becker 1902.  Cytherea alexandrina ingår i släktet Cytherea och familjen svävflugor. Inga underarter finns listade i Catalogue of Life.